# 대한민국 형법 제153조
대한민국 형법 제153조는 자백, 자수에 대한 형법각칙의 조문이다.

## 조문
제153조(자백, 자수) 전조의 죄를 범한 자가 그 공술한 사건의 재판 또는 징계처분이 확정되기 전에 자백 또는 자수한 때에는 그 형을 감경 또는 면제한다.

第153條(自白, 自首) 前條의 罪를 犯한 者가 그 供述한 事件의 裁判 또는 懲戒處分이 確定되기 前에 自白 또는 自首한 때에는 그 刑을 減輕 또는 免除한다.

## 같이 보기
- 범인도피죄